# 長崎民友新聞
長崎民友新聞（ながさきみんゆうしんぶん）はかつて長崎県で発行されていた日刊県域紙。
姉妹紙に佐世保民友新聞がある。1959年（昭和34年）1月に長崎日日新聞と合併し、長崎新聞となる。

## 歴史
- 1924年（大正13年）11月24日‐西岡竹次郎が長崎市大浦町で「長崎民友新聞」を創刊し、社長兼主筆となる（当時、西岡竹次郎34歳）。
  - 以後一時期、姉妹紙として佐世保民友新聞を発行
- 1942年（昭和17年）4月1日 ‐　国策の一県一紙令により強制的に「長崎日日新聞」、「島原新聞」、「軍港新聞」と合併し、「長崎日報」が発足。
- 1945年（昭和20年）7月 - 「長崎新聞」に改題。
- 1946年（昭和21年）12月9日‐長崎新聞の戦時合併を解消[1]し、出島で「長崎民友」が復刊。
- 1952年（昭和27年）4月10日‐ 松山町で復興平和博覧会を開催。もく星号墜落事故で漫談家大辻司郎生還の誤報。（昭和（戦後）の三大誤報のひとつ）
- 1959年（昭和34年）1月15日‐ 長崎日日新聞と合併し「長崎新聞」と改題。

## 人物
- 西岡武夫

## 参考資料
- 「伝記西岡竹次郎 上」（1965年（昭和40年）9月, 西岡竹次郎伝記編纂刊行会）
- 「伝記西岡竹次郎 中」（1965年（昭和40年）11月, 西岡竹次郎伝記編纂刊行会）
- 「伝記西岡竹次郎 下」（1968年（昭和43年）5月, 西岡竹次郎伝記編纂刊行会）
- 「市制百年 長崎年表」（1989年（平成元年）4月1日, 長崎市役所）